# Philosepedon tineiformis
Philosepedon tineiformis är en tvåvingeart som först beskrevs av Edwards 1928.  Philosepedon tineiformis ingår i släktet Philosepedon och familjen fjärilsmyggor. Inga underarter finns listade i Catalogue of Life.